# Muumimaailma

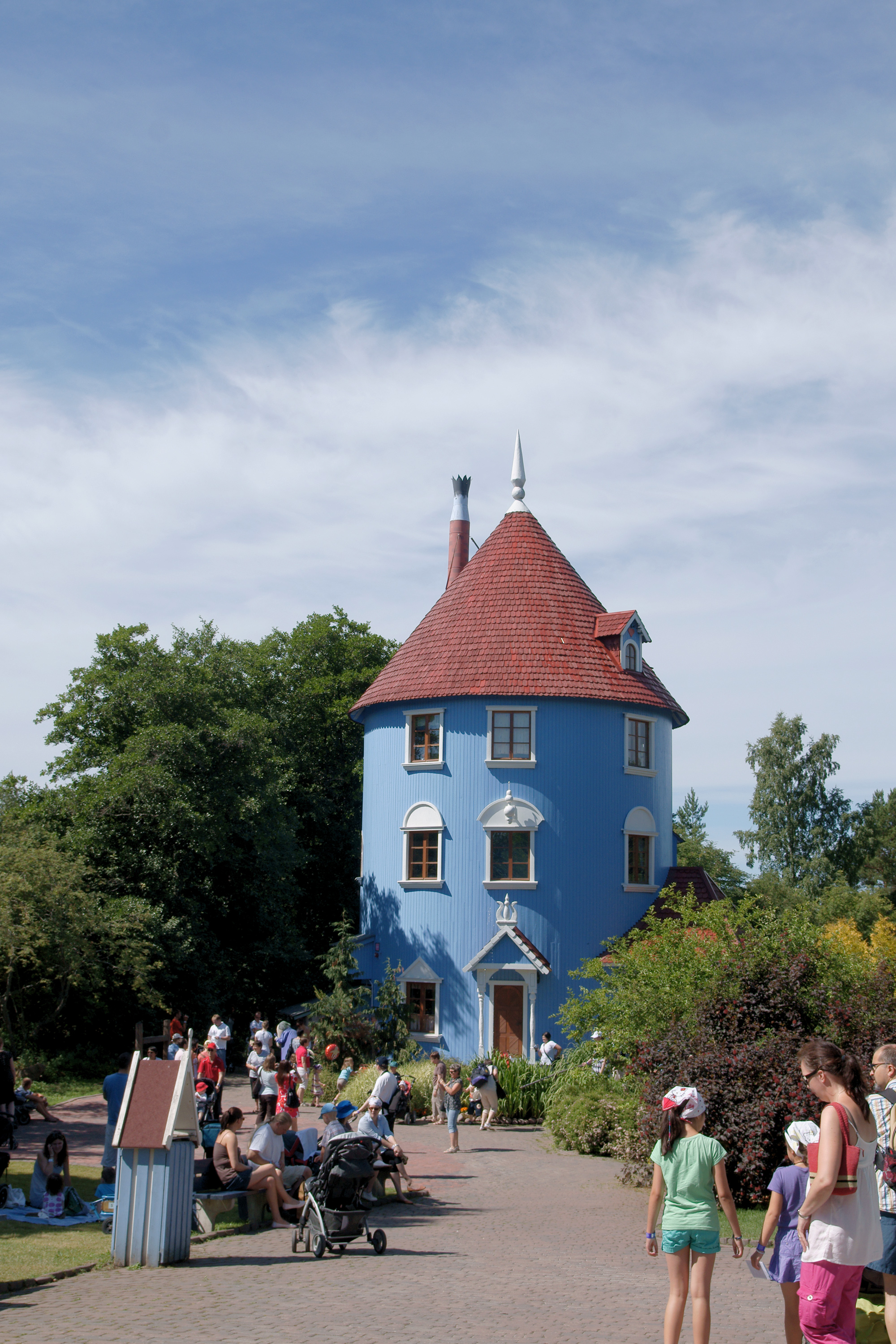
La maison des Moumines.

Muumimaailma (Le monde des Moumines) est un parc d'attractions finlandais sur le thème des personnages de romans pour la jeunesse et de dessins animés les Moumines, créés par Tove Jansson. 
Il est situé sur l’île de Kailo près de la vieille ville de Naantali, à côté de Turku.

## Le parc
La grande maison bleue des Moumines est la principale attraction du parc. Les visiteurs peuvent visiter le village entier dont la fabrique de doughnuts de maman Moumine, la caserne des pompiers, la fabrique de pancakes, le camp de Snufkins, le bateau de papa Moumine, …

## Récompenses
- Le parc a été élu 4e meilleur parc à thème pour enfants par The Independant on Sunday en octobre 2005.
- Il a obtenu le Golden Pony Award 2007 par le magazine The Games & Parks Industry.